# 리만건
리만건(李萬建, 1945년 ~ )은 조선민주주의인민공화국의 정치인이다. 조선로동당 중앙위원회 부위원장 겸 조선로동당 조직지도부 부장 겸 당 정치국 위원 겸 조선민주주의인민공화국 국무위원회 위원이다.

## 경력
2010년 6월이후 평안북도 당위원회 책임비서로 일하고 있다. 2010년 9월, 조선로동당 중앙위원회 위원에 선임되었다. 2019년 4월 조선로동당 중앙정무국 조직지도부 부장이 되었다. 2020년 3월 모든 현직에서 해임되었다.

## 기타
2010년 11월 조명록, 2011년 김정일, 2013년 김국태 사망 당시에 국가 장의위원회 위원을 맡았다.